# HMS Gloucester (C62)
A HMS Gloucester a Brit Királyi Haditengerészet Town osztályú könnyűcirkálója volt a második világháború alatt. Ő volt a tizedik hajó, ami ezt a nevet viselte, és az utolsó a Gloucester alosztály három tagja közül. 1937. október 19-én bocsátották vízre, és Aliz gloucesteri hercegné keresztelte meg. A háborúban főleg a Földközi-tengeren és a Távol-Keleten teljesített szolgálatot.

## Felépítés és korai szolgálat
A Gloucester alosztály több mindenben is különbözött a Southampton alosztályba tartozó öt hajótól: a hajóhíd szögletes helyett lekerekített lett, megnövelték a szélességüket és a teljesítményüket, illetve a lövegek homlokfelületén a korábbi 1"-es páncélzat helyett 4"-es páncélzat került beépítésre. A Gloucester azonban az alosztályába tartozó másik két hajótól, a Liverpooltól és a Manchestertől is különbözött: Mk. XXII-es lövegek helyett az Edinburgh alosztályhoz hasonlóan Mk. XXIII-as lövegeket kapott, illetve a gépházát 2"-es páncélzattal borították be, szemben a többi hajó 1,25"-es páncélzatával; ezzel a Town osztály hajói közül rajta volt a legvastagabb a páncélzat. Mivel a Gloucester a háború korai szakaszában süllyedt el, nem sok módosítást végeztek rajta: a Supermarine Walrus repülőcsónakokat még nem távolították el, a légvédelmi fegyverzetét sem erősítették meg, és radarokból is csak a Type 279-es, légtérfigyelő és célbemérő változatot kapta meg.
A hajó 1939 februárjában állt szolgálatba; ekkor az 507C világosszürke festést viselte, rejtőmintázat nélkül. Később, mikor a spanyol polgárháború során az Ibériai-félsziget partjainál végzett "semlegességi őrjáratokat", a "B" és az "X" (elöl és hátul is a kettő közül magasabban lévő) lövegtornyára felfestették a Nemzetek Szövetsége színeit, ezzel jelezve semlegességét. Ezt a háború kitörésekor visszafestették világosszürkére, és csak az elsüllyedése előtti hónapokban kapta meg a Kelet-Mediterrán Flotta hajóira jellemző, "Alexandria" típusú rejtőfestést.
A rövid polgárháborús szolgálata után áthelyezték a távol-keleti 4. Cirkáló Századhoz; új állomáshelyére 1939. május 5-én érkezett meg. Itt főleg járőrszolgálati feladatokat látott el, elsősorban a Bengáli-öbölben. Több társával ellentétben a háború kitörésekor nem helyezték vissza valamelyik európai állomáshelyhez.

## A világháborúban[3]

### 1939
Egészen november 17-ig jelentősebb esemény nem történt vele; ekkor azonban a francia Rigault de Genouilly Aviso-hajóval az Admiral Graf Spee-t üldözték a Seychelle-szigetek és Madagaszkár között, de nem jártak sikerrel. Decemberben áthelyezték Simonstown-ba, az I Erőhöz, ahol a fő feladata a teherszállító hajók védelme volt az egyre gyakoribb német fosztogatásokkal és támadásokkal szemben.

### 1940
1940. január 8-án szárazdokkba vonult, ahol a karbantartásokat és javításokat február 1-jén fejezték be. Márciusban a Neptune-t váltotta volna le az Atlanti-óceán déli részének felügyeletéről, de ezt a döntést megváltoztatták, és áprilistól áthelyezték Alexandriába, a 7. Cirkáló Századhoz, ahova a Liverpool, a Neptune, a Sydney és az Orion is tartoztak. Május 23-án az Eagle és a Sydney mellett ő volt a harmadik kísérőhajója az US3 konvojnak, mely katonákat szállított Egyiptomba. Június 11-én a Warspite-tal, a Malayával, a Caledonnal, a Calypsóval, a 7. Cirkáló Század egységeivel és 12 rombolóval kihajózott Alexandriából a Földközi-tengerre, hogy az olaszok Észak-Afrikába tartó konvojainak kísérőhajóit megtámadják. A Gloucester -a 7. Cirkáló Század többi tagjával együtt- a többiek elé hajóztak, hogy fésüljék át a tengert a kötelék előtt, majd Észak-Afrika felé vették az irányt, hogy akármilyen ellenséges hajót elsüllyesszenek. 12-én Tobruknál a Liverpoollal felfedeztek egy hat aknászhajóból álló kis köteléket, és azonnal meg is támadták őket; a Giovanni Berta elsüllyedt, a többi elmenekült. 14-én visszatértek a kötelékhez, 15-én pedig hazahajóztak Alexandriába.

#### Az első komoly bombatalálatok, sokasodó légitámadások
Június 27-én a Royal Sovereign, a Ramillies, az Eagle, a Liverpool, az Orion, a Neptune, a Sydney és a Gloucester, valamint hét romboló alkotta hajóraj elindult, hogy a Port Szaídból az égei-tengeri kikötők felé tartó AS1-es konvojt kísérje, majd a Máltáról Alexandriába tartó menekültszállító konvojokat, az MS1-et és az MF1-et biztosítsák. Az akció közben három, Tobrukba tartó olasz romboló, az Espero, az Ostro és a Zeffiro harcba keveredtek a kísérettel Zákinthosz partjainál; az Espero elsüllyedt, a másik két romboló el tudott menekülni. A Máltáról induló konvojokat azonban le kellett mondani, mert a cirkálók 6"-es lőszerkészlete erősen megfogyatkozott, ezért a Liverpool a Gloucesterrel kivált az alakzatból, és elhajóztak Port Szaídba, hogy feltöltsék a készleteiket. Július 7-én a Gloucester, a Warspite, a Malaya, a Royal Sovereign, az Orion, a Neptune, a Sydney, a Liverpool és 32 romboló alkotta "A-erő" elindult, hogy az MA5-ös hadművelet keretében a Máltáról Alexandriába tartó, menekülteket szállító konvojt kísérjék. 8-án a tengelyhatalmak repülőgépeinek sorozatos támadása során a Gloucester bombatalálatot kapott, ami a parancsnoki hídnál csapódott be; a robbanás következtében a kapitány, FR Garside és a legénység további 17 tagja életét vesztette. A hajó is súlyosan megsérült, az elülső kormány és a lövegek irányítása használhatatlanná vált, de a Gloucesternek nem kellett kiválnia az alakzatból, ugyanis a hátsó lövegtornyok -helyi irányítással- működőképesek maradtak. 9-én a légitámadások tovább folytatódtak, és a hajót ismét találat érte, ám ezúttal a bomba nem robbant fel; történt ez aközben, hogy éppen egy Tobrukba tartó, hatalmas konvoj kísérőhajóival keveredtek csatába. Ezután visszahajózott Alexandriába, ahol egészen augusztus 14-ig javítás alatt állt, majd visszatért a szolgálatba, hogy az MF1-es konvojt kísérje a Stuart ausztrál rombolóval. 15-én még az alexandriai kikötőben tartózkodott, mikor az olasz légierő csapást mért az ott tartózkodó hajókra, de a Gloucester nem sérült meg. Augusztus 20-án elindult a Liverpoollal és a Kenttel, hogy az égei-tengeri kikötőkbe tartó konvojok előtt átfésüljék az útvonalat, majd 22-én csatlakozott hozzájuk a 7. Cirkáló Századhoz tartozó Orion és Sydney. 25-én is hasonló küldetésben vettek részt, de ekkor torpedóbombázók támadtak az alakulatra, sikertelenül. Augusztus 30-án a Gloucester, a Warspite, a Malaya, az Eagle, a Kent és a Liverpool elindultak az MB3-as hadművelet keretében, hogy az F Erőtől a Mediterrán Flotta megerősítésére érkező Valiant-et, Illustrioust, Calcuttát és Coventryt Alexandriába kísérje. Szeptemberben főleg a Máltát ellátó és a tengelyhatalmak afrikai terjeszkedésének megakadályozására irányuló hadműveletekben vett részt, eközben pedig többször is légitámadás érte, ám sérüléseket nem szenvedett. Október elején is konvojkíséreti szolgálatban volt, majd 12-én az olasz hajókkal csatába keveredő Ajax segítségére indult, de a küzdelem addigra befejeződött, mire odaért. 13-án éjjel Lerost ágyúzta a Liverpool és az Illustrious társaságában.

#### Részvétel a görögországi szövetséges hadműveletekben
Október 28-án az olasz ultimátum hatására hadba lépett Görögország, így 29-én elindult a Warspite, az Illustrious, a 7. Cirkáló Század és öt romboló, hogy 31-ére Kréta partjaihoz érhessenek. November 10-én a 3. és 7. Cirkáló Század tagjaival felderítést végzett, majd az alakzat találkozott a Barham-mel, Berwick-kel, a Glasgow-val és három rombolóval, melyeket a Mediterrán Flotta megerősítésére Alexandriába állomásítottak. 11-én az Illustrioust védte a Barham, a Glasgow és a Berwick, valamint négy romboló társaságában a tarantói csata alatt; a következő nap is ugyanez lett volna a Gloucester feladata, de a rossz időjárás miatt lemondták a támadást, így visszatért Alexandriába. 15-én a Századába tartozó cirkálókkal katonákat szállított Pireuszba, 25-én pedig az 50. Kommandót szállító Warspite-nak és Ulster Prince-nek biztosított védelmet. 26-án ebből a kötelékből kivált a Glasgow-val és négy rombolóval, hogy az Illustrious-t támogassák a rodoszi Port Laki támadása közben. 27-én a Gloucester és a 7. Cirkáló Század többi hajója elindult, hogy a Spartivento-foki csatában segítse az MW4-es konvojt kísérő, az olaszokkal harcba keveredett F Erőt, majd az ME4-es konvojt kísérte kelet felé. December 3-án a Souda-öbölben volt a Glasgow-val, mikor torpedóbombázók támadták meg őket, a Glasgow pedig megsérült, így a Gloucester visszakísérte Alexandriába, ahova 5-én meg is érkeztek. December 10-től 16-ig az egyiptomi olasz előrenyomulást megakadályozni hivatott Iránytű hadműveletben vett részt.

### 1941
Január elején Krétára hajózott a Southamptonnal és az Ilex-szel, hogy onnan elszállítsák a Máltára tartó katonákat. 8-án megérkeztek Máltára, majd 9-én ugyanezen két hajóval és a Janus-szal csatlakoztak az Excess konvojhoz Bizerte partjainál. 10-én azonban megkezdődtek a tengelyhatalmak légitámadás-sorozatai, melyeket szinte kizárólag a brit tengerészeti műveletek megakadályozására a Szicíliára áthelyezett X. Fliegerkorps hajtott végre; emellett először az olasz Settimo tengeralattjáró, majd két torpedónaszád, a Circe és a Vega támadta meg a Gloucestert, sikertelenül. A torpedónaszádok üldözése közben a Gallant romboló megsérült, így a Southamptonnal, a Bonaventure-rel és a Griffinnel kiváltak a kötelékből, hogy a sérült hajónak és az azt továbbító Mohawk-nak kíséretet biztosítsanak; az út során végig támadták őket ellenséges repülőgépek.

#### ASouthamptonelsüllyedése, fokozott aktivitás Krétánál
Január 11-én a Southamptonnal otthagyták a rombolókat, hogy újra csatlakozzanak az Excess konvoj kíséretéhez, de közben átvezényelték őket a Máltáról kelet felé tartó ME6-os konvojhoz. Miközben a találkozási pont felé tartottak, hat zuhanóbombázó támadt rájuk, és a Southampton olyan súlyosan megsérült, hogy a legénységnek kiadták a "hajót elhagyni" parancsot, a roncsot pedig az Orion egy torpedóval elsüllyesztette; a túlélőket a Gloucester mellett a Diamond vette fel. Február közepéig kisebb feladatokat kapott, ugyanis az Illustrious súlyos károkat szenvedett az Excess kísérete közben, anyahajó nélkül pedig eléggé korlátozottak voltak a flotta lehetőségei. Január 19-én az Ajax, a Gloucester, az Orion, a Mohawk és a Nubian katonákkal és ellátmánnyal elindult Máltára, a kíséretüket a Barham, a Valiant és az Eagle adta. 21-én két rombolóval, a Herewarddal és a Decoy-jal elindultak Krétára, a Souda-öbölbe. Február 24-én és 25-én a Kréta környéki vizeken végzett őrjáratokat vagy segédkezett a partraszálló szövetséges csapatoknak, 26-án azonban visszarendelték Alexandriába, miután ellenséges hadihajókat fedeztek fel Kréta közelében. Március 20-án a Gloucester, a Formidable, a Warspite, a Barham, a Valiant, a York és 15 romboló elindult Alexandriából, hogy a Máltára tartó MW6-os konvojt biztosítsák; ehhez a hatalmas hajórajhoz csatlakozott 22-én az Ajax, az Orion és a Perth. 23-án a Gloucester és a York a Souda-öbölbe mentek, ahova 25-én meg is érkeztek.

#### A Matapan-foki csata
Március 26-án két rombolóval, a Vendettával és a Vampire-rel csatlakoztak az Orionhoz, az Ajaxhoz és a Perth-höz, hogy részt vegyenek abban az ütközetben a Ténaro-foknál, ami később Matapan-foki csataként vált ismertté, és amiben egy nagyobb olasz egység és két brit hajóraj ütközött meg. A Gloucester aktívan kivette a részét a küzdelemből, és lényeges sérülést nem szenvedett. Április első felében főleg konvojkíséreti szolgálatban volt, 18-án pedig a Warspite, a Barham, a Valiant, az Illustrious, a Calcutta, az Orion, a Phoebe és több romboló társaságában kihajózott Alexandriából, majd 21-én részt vett Tripoli ágyúzásában. Április 23-án áthelyezték a Máltai Csapásmérő Egységhez, ami 28-án az 5. Romboló Flottilla megérkezésével a K Erővé szerveződött. Május elején több kisebb sérülést szerzett a légitámadások során; ezeket 5-én és 6-án Gibraltáron javították ki. 6-án éppen csak kikerült a dokkból, de máris az Afrikába felszerelést és tankokat szállító Tigris konvoj kíséretére vezényelték; 9-én a tengelyhatalmak légitámadását sikeresen visszaverték a Formidable-ről felszálló repülőgépek, illetve a légvédelmi ágyúk. Május 12-én a Mediterrán Flottával a Görögországba tartó, erősítést szállító konvojok kíséretére hajózott ki, 13-án pedig a Fijivel Iráklio felé indultak a rajtuk utazó katonákat partra tenni, amit 16-án sikeresen meg is tettek, majd Krétától északnyugatra inváziós konvojokat támadott meg a B Erő hajóival.

### Az utolsó szolgálat

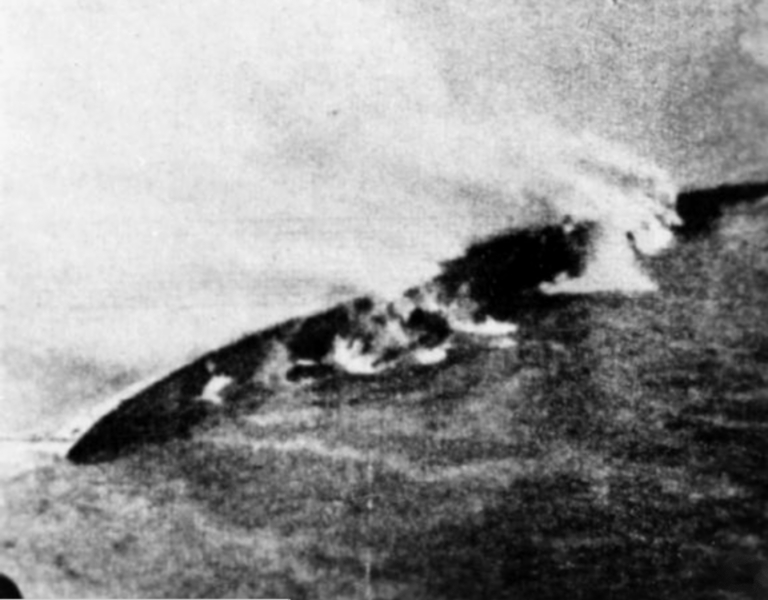
A Gloucester elsüllyedésének pillanatai. A fotót egy német gép pilótája készítette

Május 21-én a Gloucester az A Erővel és a C Erő cirkálóival a Kithera-csatornában ellenséges inváziós csapatokat támadtak. 22-én heves légi támadás alá került a Fijivel, a Greyhounddal és a Griffinnel a Kithera-csatornából való visszavonulás közben; ennek eredményeként a Greyhound súlyosan megsérült, és nem sokkal később el is süllyedt; ekkorra a menekülő hajók mindegyike kifogyóban volt mind üzemanyagból, mind a légvédelmi fegyvereikhez szükséges lőszerből. Ennek ellenére a Gloucestert és a Fijit visszaküldték, hogy a Greyhound túlélőit felvegyék, de ismét hatalmas mennyiségű ellenséges repülőgép támadta meg őket. Ugyan engedélyt kaptak, hogy felhagyjanak a mentéssel, már túl késő volt: a Gloucester több találatot is kapott, végül pedig nem tudott tovább menekülni. Az egy helyben álló hajó könnyű célpont volt a bombázóknak, és gyakorlatilag megsemmisítették a hajót, melyet legalább négy nagy bomba közvetlenül talált el, három pedig éppen csak elkerülte. A pusztítás mértékét érzékelteti, hogy a 807 fős legénységből mindössze 85-en, más források szerint 82-en élték túl a támadást. A botrányhoz hozzájárult, hogy a szokással ellentétben az éj leple alatt nem érkeztek hajók, hogy kimentsék a túlélőket, így ők német hadifogságba kerültek. Később Sir Dudley Pound-nak ezt írta Andrew Cunningham: "A Gloucester és a Fiji visszaküldése a Greyhound túlélőiért ismét egy végzetes hiba volt, és emiatt mindkét hajót elvesztettük. Gyakorlatilag teljesen kifogytak a légvédelmi lőszerből, és még ha tele is lett volna a fegyverraktár, akkor sem hiszem, hogy megmenekülhettek volna. A Fiji egyik tisztje elmesélte nekem, hogy az ég a Gloucester felett fekete volt a repülőktől."
A hajóroncs hadisírnak minősül, pontos helye: é. sz. 35° 50′ 00″, k. h. 23° 00′ 00″35.833333°N 23.000000°E.

## Külső hivatkozások
A Gloucester elsüllyedésének története: részlet J.E. Price Heels in line című könyvéből

Az áldozatok névsora (a 6. bekezdésben kezdődik)